# Ароцкер, Лев Ефимович
Лев Ефимович Ароцкер (укр. Лев Юхимович Ароцкер; 3 мая 1927, Харьков, Украинская ССР, СССР — 15 сентября 1980, там же) — советский учёный-правовед, специалист в области криминалистики. Доктор юридических наук (1965), профессор (1966). Заместитель директора Харьковского научно-исследовательского института судебных экспертиз имени Заслуженного профессора Н. С. Бокариуса (1964—1980). Кавалер ордена «Знак Почёта».

## Биография
Лев Ароцкер родился в Харькове 3 мая 1927 года. Его отец — служащий, скончался в следующем году после рождения сына от туберкулёза. Среднее образование Лев начал получать в родном городе. С 1934 году учился в средней школе № 12. Однако после начала Великой Отечественной войны семья Ароцкера была эвакуирована в Ташкент. Окончив в 1943 году одну из школу средних ташкентских школ он поступил в юридическую школу при Народном комиссариате юстиции Украинской ССР, а по её окончании поступил на заочное отделение Харьковского юридического института (по другим данным — Ташкентского). Получение образования Ароцкер совмещал с работой. Он был токарем и кладовщиком склада цветного литья на эвакуированном в Ташкент Авиационном заводе № 81.
В 1945 году Лев Ефимович вернулся в Харьков, и продолжил учёбу в Харьковском юридическом институте. Будучи студентом, увлёкся криминалистикой, участвовал в работе студенческого кружка по этой дисциплине. В 1947 году Лев Ароцокер окончил вуз «с отличием» и был распределён в Каменец-Подольскую область Украинской ССР, где он должен был работать на должности адвоката-стажёра. Однако распределение относительно Л. Е. Ароцкера было отменено, и он начал свою трудовую деятельность в Харьковском научно-исследовательском институте судебных экспертиз имени Заслуженного профессора Н. С. Бокариуса.
21 июля 1947 года Лев Ароцкер начал трудиться в Харьковском научно-исследовательском институте судебных экспертиз имени Заслуженного профессора Н. С. Бокариуса, на протяжении первых месяцев работы он совмещал обязанности заведующего музея и уполномоченного по выдаче товарных карточек. Спустя два месяца работы, 22 сентября 1947 года он перешёл в отдел идентификации этого же учреждения, где менее двух месяцев проработал на должности младшего научного сотрудника. После чего, 15 ноября того же года был повышен до должности старшего научного сотрудника этого же отдела (по другим данным был лишь исполняющим обязанности). Вскоре он получил квалификацию судебного эксперта. В тот же период занимался комсомольской работой, был секретарём институтской ячейки ВКЛСМа.
С начала ноября 1950 года Лев Ефимович начал совмещать свою основную работу в НИИ с преподавательской в Харьковском юридическом институте. Работая в этом вузе, читал лекции и вёл практику. В декабре того же года был включён в состав учёного совета НИИ судебной экспертизы.

## Научная деятельность

### Учёные степени и звания. Диссертации
В 1951 году Л. Е. Ароцкер под научным руководством доцента В. П. Колмакова защитил в Харьковском научно-исследовательском институте судебных экспертиз имени Заслуженного профессора Н. С. Бокариуса диссертацию на соискание учёной степени кандидата юридических наук на тему «Следственный эксперимент в советской криминалистике». Это исследование стало первым в СССР, где была теоретически обоснована его сущность как отдельного процессуального действия. Также Ароцкер разработал условия и методику следственного эксперимента. Результаты, полученные Ароцкером в этом исследовании, были применены в советском уголовно-процессуальном законодательстве. 19 марта 1954 году ему была присвоена соответствующая учёная степень, а 16 марта 1957 — учёное звание старшего научного сотрудника.
В 1965 году во Всесоюзном институте по изучению причин и разработке мер предупреждения преступности защитил диссертацию на соискание учёной степени доктора юридических наук на тему «Криминалистические методы в судебном разбирательстве уголовных дел».

### Научно-практическая деятельность
Лев Ефимович занимался различными аспектами научно-практической работы.

### Научно-педагогическая деятельность
Лев Ефимович активно занимался подготовкой научных кадров. Он стал научным руководителем для более чем двадцати соискателей учёной степени кандидата юридических наук. Среди подготовленных ним учёных были: В. В. Аксёнова (1973), А. В. Арутюнян, Р. Г. Бабаджанян, Г. Ш. Берлянд (1971), С. М. Вул (1975), М. С. Еливанова, А. К. Кавлашвили, Е. И. Казаков-Турбовский, В. П. Лошманов (1977), З. С. Меленевская, И. М. Можар и С. А. Ципенюк.
Также выступал официальным оппонентом на защите диссертаций. Среди учёных у которых Л. Е. Ароцкер был официальным оппонентом были: Е. Г. Коваленко (1979), А. Н. Колесниченко (1967), В. С. Комарков (1973), В. А. Овечкин (1975), В. П. Суетнова (1971), Н. Н. Шульга (1977).

## Личность
Характеристика от Колмакова